# Piz Sampuoir
Der Piz Sampuoir ist ein Berg im Engadin im Schweizer Kanton Graubünden, östlich von Zernez.
Sein Gipfel ist 3022 m ü. M. hoch. Beim Piz Sampuoir stossen drei Täler zusammen:
- An der Südseite des Berges liegt im Schweizerischen Nationalpark das steile, weglose Val Ftur mit dem Bach Ova da Val Ftur.
- An der Nordwestseite liegt das Val Sampuoir, ein rechtes Seitental des Unterengadins, mit dem Bach Aua da Sampuoir.
- An der Nordostseite liegt das Val Plavna, ebenfalls ein rechtes Seitental des Unterengadins, mit dem Bach Aua da Plavna.

Über den Gipfel verläuft die Grenze der politischen Gemeinden Scuol und Zernez.

## Name
Der Name stammt von einem alten, heute im Rätoromanischen nicht mehr gebräuchlichen Wort sap für deutsch Tanne, Wald (lat. sapinus, ebenfalls Tanne).